# Susanne Hedberg
Susanne Hedberg (gift Fahlström) född 26 juni 1972 är en före detta fotbollsspelare. Hon spelade mittfältare i svenska landslaget under Världsmästerskapet i fotboll för damer 1991 i Kina där laget slutade på en bronsplats. Efter VM värvades hon från Sunnanå SK till Gideonsbergs IF, där hon vann SM-guld 1992. Hon deltog i svenska landslaget som vid VM 1995 i Sverige åkte ut i kvartsfinal. 2008 var hon assisterande tränare för Gideonsbergs IF i div 1.

## Meriter
- 1991 VM-brons
- 1992 SM-guld
- 1993 Svenska cupen guld, SM-brons
- 1994, 1995 SM-silver
- 55 A-landskamper/7 mål[4]
- Stor Tjej

## Familj
Hon är sambo och har två barn.